# Natt klockan tolv på dagen (musikalbum)
Natt klockan tolv på dagen är ett musikalbum från 2002 av Pst/Q.

## Låtlista
1. En dåres försvarstal (feat. Martin Westerstrand) - 4:42
2. Andas ut - 3:41
3. Koboltbomb (feat. Leo & Troglodytes) - 3:59
4. Jag ser - 5:04
5. Koproliter - 1:01
6. Jag gör sönder mig själv (feat. Mobbade barn med automatvapen) - 4:21
7. Så lät det då (feat. Supreme) - 1:42
8. Vi mot röset (feat. Supreme) - 4:19
9. Fan snackar du om - 3:42
10. Min mardröm - 4:06
11. Jorå saat é - 0:55
12. Storfräsare (feat. Timbuktu & Profilen) - 4:51
13. Vid hans dödsbädd - 4:44
14. Egotripp (demo version) - 4:52
15. Vill inte / kan inte - 4:57
16. Meningsfylld - 4:21